# Dawid Fortuna

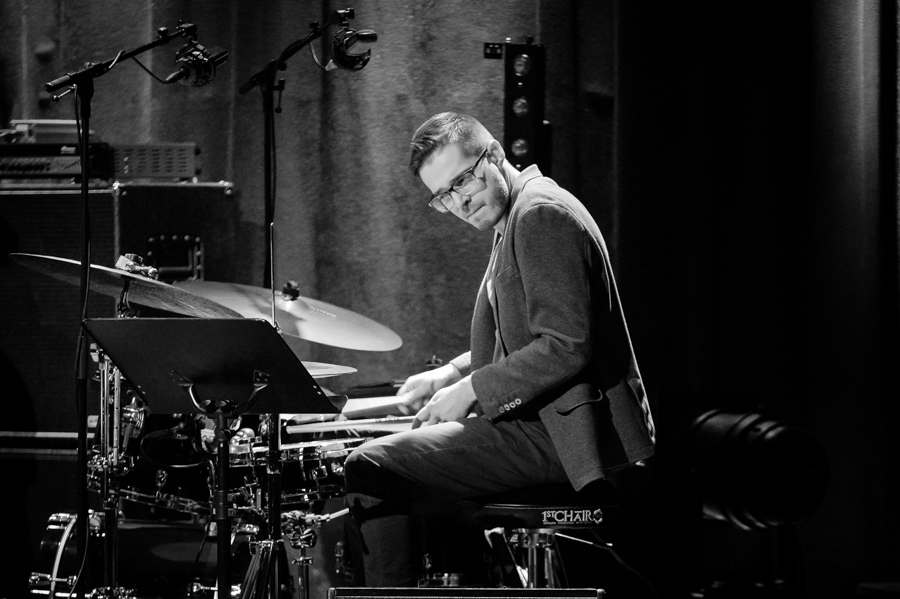
Dawid Fortuna (2018)

Dawid Fortuna (* 1988) ist ein polnischer Jazzmusiker (Schlagzeug).
Fortuna, der die Artur-Rubinstein-Musikschule in Bydgoszcz absolvierte, setzte seine Ausbildung an der Musikakademie Krakau fort, wo er sowohl den klassischen als auch den Jazzstudiengang bis zum Master besuchte. Seitdem arbeitete er mit Musikern wie Janusz Muniak, Zbigniew Namysłowski, Zbigniew Wegehaupt, Tomasz Stańko, Adam Pierończyk, Michael Patches Stewart, Leszek Możdżer (Wszystkie Kobiety Mateusza), Adam Bałdych, Joachim Mencel, Wojciech Groborz, Aga Zaryan und Jerzy Małek.
Fortuna gehörte zur Paweł Kaczmarczyk Audiofeeling Band, New Bone, NSI Quartet, PeGaPoFo und dem Cracow Jazz Colective. Auch mit dem Kuba Płużek Quartet, mit Kari Sál und dem Dominik Wania Trio entstanden Alben.

## Diskographische Hinweise
- Dominik Wania Trio: Ravel (For Tune 2013, mit Max Mucha)
- PeGaPoFo Świeżość (For Tune 2015, mit Sławomir Pezda, Mateusz Gawęda, Piotr Południak)[3]
- Adam Bałdych Quartet: Sacrum Profanum (ACT 2019, mit Krzysztof Dys, Michał Barański)[4]
- New Bone: Longing (CM Records 2020, mit Tomasz Kudyk, Bartłomiej Prucnal, Dominik Wania, Maciej Adamczak)[5]